# Maskinleverantörerna
Maskinleverantörerna, stiliserat som MaskinLeverantörerna; ML, är en branschorganisation i Sverige för leverantörer av mobila arbetsmaskiner. Medlemsföretagen är tillverkare, leverantörer eller återförsäljare av bygg- och anläggningsmaskiner, truckar, skogsmaskiner, vägunderhållsmaskiner eller lantbruksmaskiner. 

## Verksamhet
Maskinleverantörerna arbetar bland annat med att ta fram standardavtal anpassade för branschen. Tillsammans med bland annat kundorganisationen Maskinentreprenörerna har ML tagit fram leveransvillkoren Maskin 21 som används vid försäljning av bland annat entreprenadmaskiner, skogsmaskiner och tillbehör och redskap till dessa. Inom trucksektorn har standardavtalet Truck 22 tagits fram och för lantbrukssektorn har man tillsammans med Lantbrukarnas riksförbund (LRF) tagit fram standardavtalet Lantbruk 16.
Branschorganisationen arbetar också för att det ska utbildas fler maskinmekaniker och servicetekniker i Sverige. I detta arbete; Qualified Machine Technician, QMT, samarbetar man med olika utvalda gymnasieskolor inom fordons- och transportprogrammet. 
ML har även skapat och äger fackmässorna Svenska Maskinmässan och Swedish Forestry Expo. 

## Historia
Föreningen bildades den 10 september 1947, då med namnet Sveriges Entreprenör- och Transportmaskin Importörers Förening, SETIF. Föreningen fungerade som ett organ för att tillvarata importörernas intressen under efterkrigstidens regleringar av import, valutor m.m. 
År 1960 ombildades den ursprungliga föreningen SETIF och fick namnet till Entreprenadmaskinhandlarnas Samarbetskommitté, EMSA, med huvuduppgift att insamla statistik beträffande leveranser av entreprenadmaskiner samt överläggningar om deltagande i utställningar och mässor. 
På 1960-talet bildades även Truckpoolen, branschorganisationen för leverantörer av lyft- och dragtruckar. De båda organisationerna EMSA och Truckpoolen samarbetade i bl.a. servicemarknadsfrågor. 1973 fick EMSA namnet Entreprenadmaskinleverantörernas samarbetsorgan, dock bibehölls förkortningen EMSA. Samtidigt anslöt man sig till Sveriges Grossistförbund. Sitt nuvarande namn fick organisationen år 1999 då EMSA och Truckpoolen slogs ihop till en organisation under namnet Maskinleverantörerna.  Samtidigt skapades även sektionerna för företag inom skogsmaskinbranschen och vägunderhållsmaskinbranschen. Sedan 2001 är MaskinLeverantörerna en fristående organisation. År 2005 anslöt leverantörerna av lantbruksmaskiner som tidigare hade varit en egen förening, Maskinbranschens Riksförbund, MBR.